# Alias poczty elektronicznej
Alias poczty elektronicznej – alternatywny identyfikator w formie adresu poczty elektronicznej, skierowany na tę samą skrzynkę poczty elektronicznej. Alias poczty elektronicznej zdefiniowany jest na serwerze poczty elektronicznej.